# دررفتگی عدسی
دررفتگی عدسی یا اکتوپیا لنتیس (انگلیسی: Ectopia lentis) به عنوان جابه‌جایی یا حالت قرارگیری غیرطبیعی عدسی بلورین چشم تعریف می‌شود. این عارضه، اختلالی است که چشم‌ها، به‌ویژه موقعیت عدسی‌ها را تحت تأثیر قرار می‌دهد. عدسی یک ساختار شفاف در مقابل چشم است که به متمرکز کردن نور کمک می‌کند. در افراد مبتلا به این اختلال، عدسی در یک یا هر دو چشم به‌طور صحیح در مرکز قرار نگرفته‌است.
دررفتگی عدسی یکی از عوارض نشانگان مارفان است و در صورتی که ساختارهای محافظت‌کننده آن ضعیف شده باشند عدسی دچار دررفتگی خواهد شد. دررفتگی عدسی در بیش از نیمی از افراد مبتلا به سندروم مارفان به وجود می‌آید.
برایات اولین مورد از دررفتگی عدسی را در. سال ۱۷۴۹ گزارش کرد، به دنبال آن در سال ۱۸۵۶ استلانگ اصطلاح اکتوپیا لنتیس را تعریف کرد.